# Viktoria Tolstoy
Viktoria Tolstoy -de nacimiento Kjellberg- (n. Sigtuna, Suecia; 29 de julio de 1974) es una cantante de jazz sueca de origen ruso. Es hija del también músico Erik Kjellberg, y tataranieta del famoso escritor ruso León Tolstoy.

## Discografía
Casi todas sus grabaciones están en el sello ACT.
- 1994 - Smile, Love and Spices
- 1996 - För Älskad
- 1997 - White Russian
- 2001 - Blame It On My Youth
- 2004 - Shining on You Richard Spencer
- 2005 - My Swedish Heart
- 2006 - Pictures Of Me
- 2008 - My russian soul
- 2011 - Letters to Herbie
- 2013 - A Moment of Now
- 2017 - Meet Me at the Movies
- 2020 - Stations

### Colaboraciones
Con Nils Landgren
- 2002 – Sentimental Journey
- 2004 – Funky ABBA

Con altri
- 1998 − Här kommer natten, Svante Thuresson
- 2007 – Christmas with My Friends (ACT)
- 2012 – Super Music, UMO Jazz Orchestra (Blue Note)
- 2016 – Green Man, Beat Funktion
- 2016 – Jazz at Berlin Philharmonic V (ACT)

También ha interpretado junto a Ulf Wakenius, Esbjörn Svensson, McCoy Tyner, Toots Thielemans, Ray Brown, entre otros destacados músicos de jazz.